# 吉扬库尔 (埃纳省)
吉扬库尔（法語：Guyencourt）是法国上法兰西大区埃纳省的一个市镇，位于该省东部，属于拉昂区。该市镇总面积为4.2平方公里，2009年时的人口为253人。

## 人口
吉扬库尔人口变化图示
| 数据来源：INSEE |